# 娇嫩黄堇
娇嫩黄堇（学名：Corydalis delicatula）为罂粟科紫堇属下的一个种。

## 扩展阅读
- 維基物種上的相關：娇嫩黄堇